# Исмагилов, Файзрахман Абдрахманович
Файзрахман Абдрахманович Исмагилов  (баш. Фәйзрахман Абдрахман улы Исмәғилев; род. 24 марта 1955, Зуяково, Башкирская АССР) — российский живописец, Заслуженный художник Республики Башкортостан (1997). Член Союза художников РФ с 1986 года. Лауреат Государственной премии РБ
им. Салавата Юлаева (2004).

## Биография
Родился 24 марта 1955 года в с. Зуяково Белорецкого района БАССР.
В 1978 году окончил Уфимский институт искусств (педагог Р. М. Нурмухаметов). Стажировался на факультете живописи Санкт-Петербургского академического института живописи, скульптуры и архитектуры имени Репина.
С 1980 года работал в Уфимском педагогическом училище № 2, в 1983—1986 года — художник Башкирского творческо-производственного комбината, с 1993 года — преподаватель УГАИ, с 2003 года работал директором Башкирского государственного художественного музея им. М. В. Нестерова. Член творческого объединения «Артыш» с 1995 года.
Работы художника хранятся в Третьяковской галерее, БГХМ им. М. В. Нестерова (Уфа), ГИ «Academia» (Уфа, УГАЭС), Белорецкой картинной галерее (г. Белорецк, РБ), Мемориальном доме-музее А. Мубарякова (д. Ассы, Белорецкий район РБ), в частных собраниях.

## Работы
«Сельский мечтатель» (1980), «Утро» (1983), «Водоворот» (1989), «Толпар» (1991), «Великаны»,. «Одинокая кибитка», «Кызыл-Таш» (1992), «Башкиры в Отечественной войне 1812 года» (1998—2004), «Сказание о Салавате» (2003—2004; в соавторстве с И. И. Гаяновым), «Крылатый конь», «Падающий Тулпар», «Утро на площади Сен-Жермен», «Призыв башкир императором Александром I», «У реки».

## Выставки
Исмагилов Файзрахман Абдрахманович — участник художественных выставок с 1974 года, международных — с 2006 года.
Персональные выставки в Уфе (1987, 1993, 2005, 2006), Белорецке (1990, 1997), Стерлитамаке (2006).

## Награды и звания
Заслуженный художник РБ (1997).
Лауреат Государственной премии РБ им. Салавата Юлаева (2004) — за серии картин «Участие башкир в Отечественной войне 1812 года», «Салават Юлаев».